# Aischrocrania prima
Aischrocrania prima är en tvåvingeart som beskrevs av Richter och Kandybina 1981. Aischrocrania prima ingår i släktet Aischrocrania och familjen borrflugor. Inga underarter finns listade i Catalogue of Life.